# ルナ9号

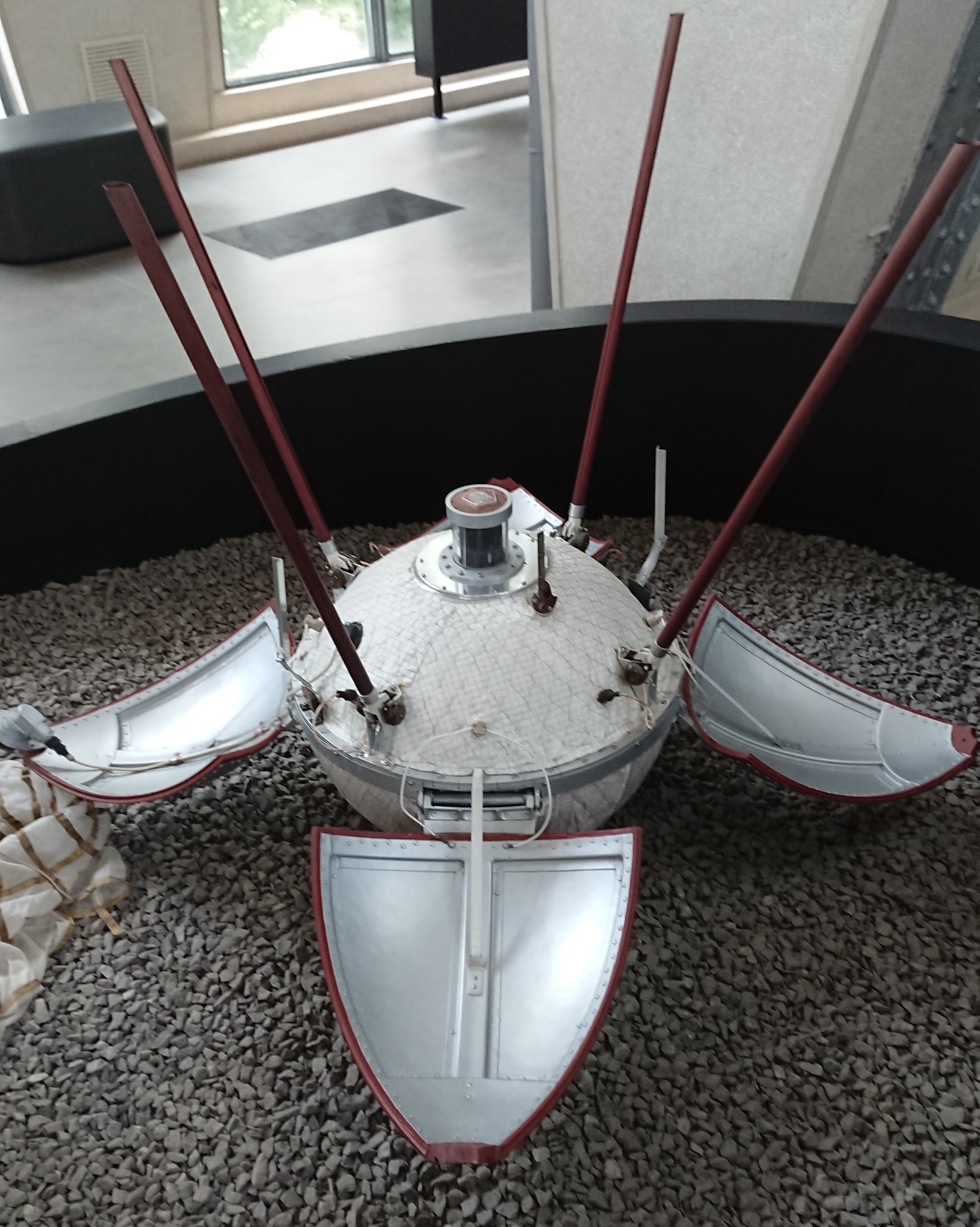
月面で展開したランダーを再現した模型（全ロシア博覧センター）。

ルナ9号（露：Луна-9、ラテン文字表記の例：Luna 9）は、ソビエト連邦が打ち上げた無人月探査機。1966年1月31日に打ち上げられ、2月3日に世界で初めて月面への軟着陸に成功した。

## 設計
ルナ9号は2つのモジュールから構成されていた。一つは実際に月に軟着陸を行うランダー（着陸機）であり、もう一つはランダーを月まで送り届ける飛行ステージだった。
ランダーは直径58cm、質量99kgの球体で、上部が4枚の花びらのように開く構造になっていた。仮に上下逆になった状態で転がっていても、「花びら」が展開するにともなって正常な向きに立ち直ることができ、また展開後はランダーを月面に固定する脚の役割も担った。着陸後しばらくすると4本の棒状のアンテナが伸長し活動を開始するようになっていた。
科学的な観測のための機材としては放射線検出器と撮影システムが搭載されていた。撮影システムは鏡を持つ小さな突起とカメラとから構成されたものだった。突起は球形のランダーの頂上に突き出ており、この突起が回転し鏡が映し出す方向を変えることで、固定された一つのカメラで月面の360度のパノラマを撮影することができた。内部には1.2気圧の気体が充填され、温度は19～30℃に維持されていた。
飛行ステージはランダーと比べてかなり大きく、姿勢制御装置、月面までの距離を測るレーダー、着陸前に安全な速度まで探査機を減速させる逆噴射ロケットなどから成っていた。飛行ステージの先端にはランダーが結合していた。
探査機全体の長さは2.7メートルで、質量は1538kgだった。質量のうち約半分の800kgが逆噴射ロケットの推進剤で占められていた。太陽電池は搭載せず、電力はあらかじめ用意されている化学電池に頼っていた。

## 着陸のプロセス
ルナ9号の着陸は、後の月探査機のように足を使って着陸するのではなく、独特な方法によって行われた。
- 打ち上げロケットによって月に衝突する軌道に乗せられる。ランダーと飛行ステージは結合したままである。
- 月面が近づくと飛行ステージは逆噴射ロケットで減速を行う。
- 月面への衝突直前にランダーを分離する。
- ランダーはエアバッグを用いて月面に軟着陸する。飛行ステージは月面に衝突して役目を終える。
- 月面に転がったランダーは前述の「花びら」を展開し観測を開始する。

## ミッションの進行
1966年1月31日、ルナ9号はモルニヤ8K78Mロケットによって打ち上げられた。探査機はロケットの第4段と結合した状態で地球周回軌道に入り、続いてエンジンの燃焼によって月へ向かう軌道へ投入された。燃焼終了後、探査機は第4段から分離された。翌日には軌道修正が行われた。
2月3日、ルナ9号は月面まで8300kmの距離で姿勢制御を開始した。月面まで75kmに迫ったところで、着陸へ向けての逆噴射が始まった。探査機は順調に減速を続け、高度250mでメインの逆噴射ロケットの燃焼を終了し、4つの副エンジンによる減速に切り替えられた。高度5mで副エンジンの燃焼も停止され、同時にランダーが分離された。ランダーは時速22kmで月面に衝突し、エアバッグによって跳ね返り転がっていたが、やがて月面で静止し、人類初の月面軟着陸が成立した。
着陸から250秒後にはランダーの「花びら」が展開した。それに続いて4本のアンテナが伸び、着陸地点周辺のパノラマ撮影が始まった。撮影は15分間続き、データは時間をかけて地球へ送信された。翌2月4日には2回目のパノラマ撮影が行われた。1回目と2回目の撮影の間にランダーの姿勢が変化していたことが分かった。これはランダーが月面を滑り落ちたためだと考えられている。さらに2月5日、2月6日にも1回ずつの撮影が行われた。これらの画像は、世界で初めて月面から月面を撮影した写真だった。これらの画像データは地球と月との位置の都合でソ連より先にイギリスのジョドレルバンク天文台によって受信され、内容も普通のファクシミリ画像信号だったために容易に復号されてしまい、ソ連側の公式発表の前にいち早くデイリー・エクスプレス紙により公開された。
2月6日、ルナ9号のランダーに搭載されていたバッテリーが底を突いた。ミッションは成功裏に終わった。